# Alois Arnošt Podstatský-Lichtenštejn
Alois Arnošt Podstatský-Lichtenštejn (Alois Arnošt Josef Felix hrabě Podstatský-Lichtenštejn z Kastelkornu, svobodný pán z Prusinovic) (8. červenec 1723, Vídeň – 4. prosince 1793, Olomouc) byl rakouský diplomat a politik z moravského šlechtického rodu Podstatských z Prusinovic. Kromě kariéry ve státních službách patřil k významným osobnostem moravského osvícenství a přispěl ke vzestupu svého rodu, když v roce 1762 zdědil jméno a majetek vymřelého rodu Lichtenstein-Castelcornů (Telč).

## Mládí a kariéra

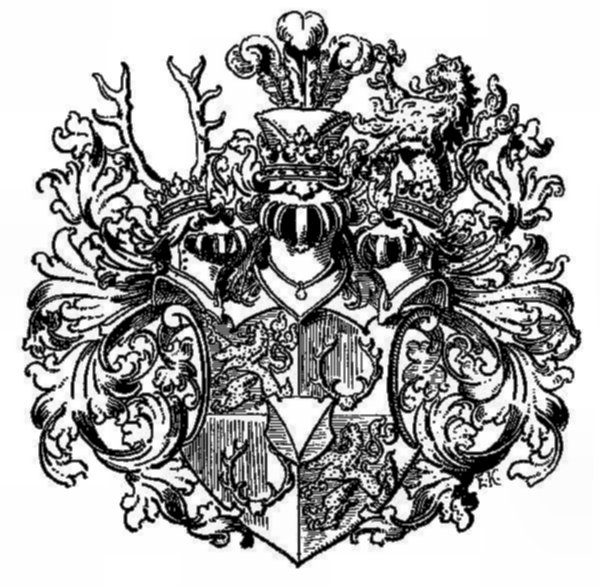
Erb rodiny Podstatský-Lichtenštejn

Narodil se ve Vídni jako druhorozený syn hraběte Františka Valeriána Podstatského z Prusinovic (1678–1741) a jeho manželky Marie Terezie z Lichtensteinu-Castelcorna (1693-1748). Studoval práva v Salcburku, poté absolvoval kavalírskou cestu po Evropě a krátce studoval ještě na univerzitě v Leidenu. Mezitím se v doprovodu svého strýce, olomouckého biskupa Jakuba Arnošta z Lichtensteinu-Castelcorna zúčastnil v Praze korunovace Marie Terezie českou královnou (1743).
V Salcburku krátce působil ve službách svého strýce Jakuba Arnošta, po jeho smrti se vrátil na Moravu a získal post přísedícího zemského soudu V různých funkcích na Moravě se pak angažoval i v následujících letech a aktivně se zapojil do provádění tereziánských reforem, podporoval obchod a manufakturní výrobu, v roce 1751 spoluzakládal Moravskou půjčovní banku. V roce 1754 podnikl studijní cestu po rakouských zemích a Itálii, kde hledal nové podněty pro možnosti oživení moravského obchodu. I když později dlouhodobě pobýval v zahraničí, patřil k významným osobnostem osvícenství na Moravě.
V letech 1757–1773 byl rakouským vyslancem v Mnichově, kde měl za úkol konsolidovat napjaté vztahy s Bavorskem přetrvávající od vpádu Karla Albrechta do Čech za války o rakouské dědictví. V Mnichově později vyjednal druhý sňatek císaře Josefa II. s bavorskou princeznou Marií Josefou (1765) a při této příležitosti uspořádal nákladné slavnosti. Poté zastával funkci místodržitele ve Štýrsku (1773–1782), po smrti Marie Terezie ale musel odejít do soukromí a pobýval na zámku ve Veselíčku nebo v rodinném paláci v Olomouci. Po nástupu Leopolda II. se znovu uplatnil jako přední stavovský politik a mluvčí moravského zemského sněmu, krátce poté ale zemřel. Byl též c.k. komořím, tajným radou a v roce 1764 obdržel Řád sv. Štěpána.

## Majetkové a rodinné poměry

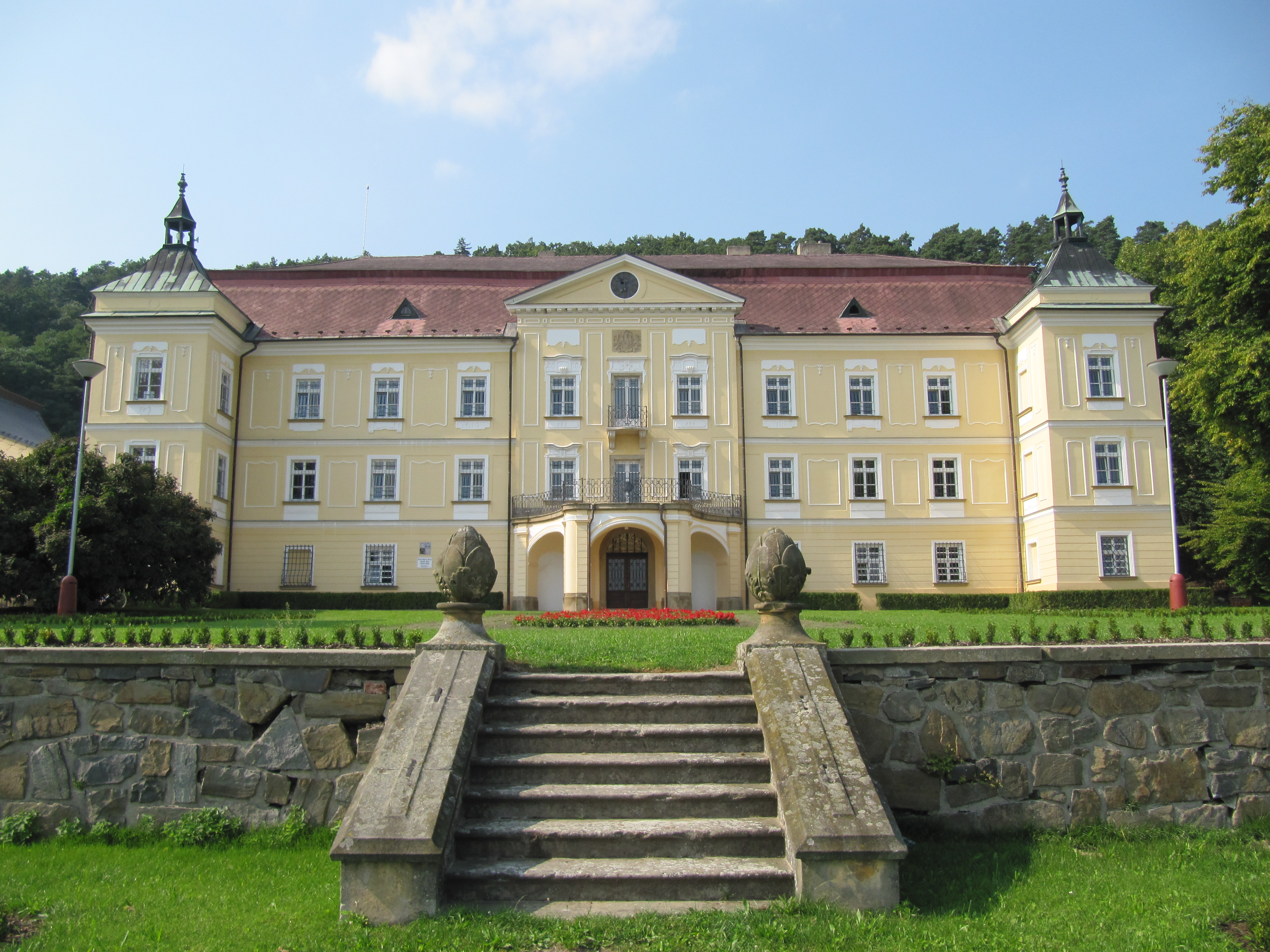
Zámek Veselíčko

Po otci držel spolu s bratry několik panství na severní Moravě a ve Slezsku (Bartošovice, Veselíčko, Stará Ves nad Ondřejnicí, Slavkov u Opavy). Prodej Bartošovic v roce 1768 umožnil výstavbu nového zámku ve Veselíčku, který se pak stal hlavním rodovým sídlem. Zámky ve Slavkově a Staré Vsi zůstaly na okraji zájmu Podstatských a spíše chátraly.
Závětí svého strýce Františka Josefa Lichtenštejna z Kastelkornu byl již v roce 1754 určen jako univerzální dědic majetku Lichtenštejnů představovaného především velkým panstvím Telč. Po vymření Lichtenštejnů získal Alois Podstatský 6. února 1762 povolení užívat jméno Podstatský-Lichtenštejn, respektive Podstatský-Lichtenštejn z Kastelkornu, svobodný pán z Prusinovic. Panství Telč a další statky však fakticky převzal až jeho syn Leopold v roce 1796, kdy zemřela manželka Františka Josefa Lichtenštejna, hraběnka Marie Johanna, rozená von Thürheim.
Ještě za pobytu v Salcburku se Alois Arnošt oženil v roce 1747 s hraběnkou Josefou Arco (1730–1790) a měl s ní jediného syna Leopolda (1763–1813). Oba manželé zemřeli v Olomouci a jsou pochováni v kostele sv. Jakuba Staršího ve Velkém Újezdě poblíž Veselíčka.